# Adriana Fishta-Bejko
Adriana Fishta-Bejko (ur. ? w Szkodrze) – albańska nauczycielka i działaczka na rzecz mniejszości albańskiej w Stanach Zjednoczonych i w Kanadzie, doktor nauk pedagogicznych.

## Życiorys
Ukończyła studia z zakresu anglistyki w Tiranie. W 1975 roku rozpoczęła pracę nauczyciela w szkole w Peshkopii, następnie nauczała języka angielskiego w Liceum im. Qemala Stafy w Tiranie.
W 1994 roku wyjechała do Kalifornii w celu odbyciu studiów magisterskich z zarządzania, które ukończyła po trzech latach. W 1999 roku przeprowadziła się do Kanady, a w 2007 roku odbyła studia doktorskie, następnie rozpoczęła pracę wykładowczyni na Uniwersytecie Calgary.
Pełniła funkcję dyrektora szkoły Eagles' Nest w Calgary. W latach 2007–2009 i 2012–2018 była dyrektorką Calgary Catholic Board of Education, następnie przeszła na emeryturę.
Poza znajomością języka albańskiego oraz angielskiego deklaruje także znajomość języka włoskiego.

## Nagrody i tytuły[1]
- nagroda Ambasadore e Kombit
- Nauczyciel Roku (2016)
- nagroda za całokształt twórczości (2018, 2019)[3]